# 전 낙수정 동종
전 낙수정 동종(傳 樂壽亭 銅鍾)은 전북특별자치도 전주시, 국립전주박물관에 있는 고려시대의 종이다. 2001년 9월 21일 대한민국의 보물 제1325호로 지정되었다.

## 개요
수평에 가까운 천판과 상대가 접한 부분인 계연상에는 연판 안에 여의두문을 장식하였으며, 상대 및 하대는 연주문대를 돌린 다음 그 안쪽으로 반원권 문양과 연화당초문을 장식하였다. 상대와 연결된 사다리꼴의 유곽 역시 연주문대와 당초문을 얕게 조각하였으며, 화좌를 갖춘 유두는 돌출되어 복분자와 같은 형태를 하고 있다.
당좌는 종신 약간 아래쪽 2곳에 배치되었는데, 이중원으로 연주문을 돌리고 그 안에는 당초문이 장식되었다. 당좌를 중심으로 좌우대칭하여 4곳에 배치되어 있는 비천상은 구름 위에 꿇어앉아 두 손을 모아 합장한 형태를 하고 있다. 특히 비천상은 다른 문양들보다 고부조로 도톰하게 조각된 점이 특징적이다.
이들 문양과 형태를 다른 범종과 비교하여 종합적으로 살펴보면 문양은 고려 초의 제작으로 알려진 용주사범종과 일본 소재의 원청사 및 운주사 범종 들과 거의 동일하고, 균형잡힌 형태는 국립중앙박물관 소장 성거산 천흥사범종(국보 제280호)과 유사하다.
즉, 이 범종의 문양 및 배치는 고려적 요소인데 비해 그 형태는 통일신라대 범종과 같이 세장함을 그대로 유지하고 있다. 구경에 대한 종신고의 비율은 1：1.38로 높은 편이다.
또한 범종의 시료 분석결과 구리·주석·납의 합금 성분 가운데 납 성분비가 전체의 2% 내외로 낮게 혼합되어 상원사 동종의 성분비와 같음이 밝혀져, 주조작업은 다소 어렵지만 맑고 장엄한 소리를 내기 위한 전대(前代)의 전통 주조방법을 따랐음을 알 수 있다.
명문이 없어 정확한 제작년대는 알 수 없으나, 종신의 형태와 문양 및 성분 합금 비율등을 살펴 볼 때 통일신라시대 양식을 계승한 고려 초 범종으로 추정된다.
선대로부터 물려받아 소장해 오던 일본인 다카하라 히미코 여사가 후쿠오카현 교육위원회 문화재보호과에 기증의사를 밝혀옴에 따라 1999년 11월 국립문화재연구소를 통해 반환된 것으로 신라말에서 고려초 범종 양식변천과 제작방법을 연구하는데 있어 중요한 학술적 가치를 지니며, 비록 종뉴의 훼손이 있긴 하나 거의 완전한 형태를 갖추고 있는 작품이다.

## 참고 자료
- 전 낙수정 동종 - 국가유산청 국가유산포털